# ЦАГИ-AHT-IV
Аэросани ЦАГИ-AHT-IV — самоходные сани, которые снабжены двигателем внутреннего сгорания с толкающим воздушным винтом (пропеллером). Это транспортное средство, предназначенное для передвижения по снегу и льду.

## История
В начале 1923 года ЦАГИ под руководством А. Н. Туполева начали разрабатывать цельнометаллические машины из нового по тому времени легкого сплава, созданного в СССР, — кольчугалюминия. В ноябре 1923 года начаты работы по постройке прототипа.
Лыжи были сконструированы из кольчугалюминия, они имели клёпаную конструкцию закрытого типа обтекаемой формы. Новшество снизило сопротивление снежного покрова их движению. Вес лыж удалось снизить до 21,6 кг, против веса деревянных лыж — 47 кг.
Серийное производство AHT-IV было налажено на Кольчугинском заводе к 1926 году. В 1933 году эти машины выпускались в Ленинграде на Заводе имени А. Марти.
В 1931 году двигатель «Люцифером» заменил освоенный советской промышленностью М-11 — пятицилиндровый звездообразный авиационный двигатель мощностью 100 л. с.
В 1933 году была запущена в серию санитарная модификация — АНТ-IVС. Двое носилок с ранеными располагались в закрытой части корпуса в два яруса. «Скорая помощь» с пропеллером оказалась незаменимой во время Советско-финской войны 1939—1940 года, а также в зимние месяцы Великой Отечественной войны.

## Описание
В 1924 году создан АНТ-IV со 100-сильным «Люцифером» и корпусом из кольчугалюминия. После всесторонних испытаний аэросани в 1926 году приняли к серийному производству.

### Корпус
Корпус АНТ-IV — цельнометаллический, несущий, полузакрытого типа, разделенный на три отсека. Носовая часть представляла собой открытую кабину для водителя и механика. Здесь располагалось двухместное сиденье, а также органы управления и приборная доска, здесь же были смонтированы узлы поворотной оси передней лыжи и амортизатора. От встречного потока воздуха водитель и механик защищались лобовым стеклом. Влезать в кабину приходилось через борт — для этой цели предусматривались подножки.
Второй отсек — закрытая пассажирская кабина с входной дверью по правому борту и остеклением спереди и по бортам. В передней части располагалось двухместное сиденье для пассажиров. Позднее сзади установили ещё одно, откидное сиденье для третьего пассажира. Изнутри кабина имела декоративную обивку, на потолке находился плафон внутреннего освещения. В задней части располагался легкосъёмный щит, обеспечивающий свободный доступ к агрегатам двигателя — магнето, маслонасосу и трубопроводам.
Следующий отсек — моторный. В верхней его части перед двигателем на ложементах стяжными лентами закреплялся масляный бак, а в нижней — топливный. Двигатель работал в паре с толкающим воздушным винтом.
Корпус аэросаней состоял из набора кольчугалюминиевых шпангоутов и стрингеров, обшитого гофрированным алюминиевым листом толщиной 0,5 мм.
Зона вращения воздушного винта имела ограждение — сварную пространственную ферму, окрашиваемую обычно в красный цвет. На некоторых машинах на ограждение устанавливали габаритные огни.

### Управление
На поворотную стойку переднего амортизатора устанавливалась управляемая лыжа. Рычаг румпеля выводился в правую по ходу аэросаней сторону и соединялся короткой тягой с сошкой рулевой колонки. Для амортизации передней лыжи использовалась спиральная пружина, поворотная стойка опиралась на неё своим фланцем.
Задние лыжи закреплялись на полуосях, зафиксированных стойками и разгрузочными подкосами. Верхние концы стоек имели шарнирное соединение с рессорой. Амортизация задних лыж происходила за счет её упругости. Такая схема подвески избавляла корпус от нагрузок, приходящих от двигателя: его вес передавался от моторной тали на рессору и через вертикальные стойки — на лыжи.
Сами же лыжи аэросаней — кольчугалюминиевые, закрытого типа, клёпаной конструкции. Каждая состояла из обшивки с вклепанными в неё шпангоутами. На подошвах лыж устанавливались подрезы, обеспечивающие устойчивость движения машины и предотвращавшие её боковое скольжение. Передние и задние лыжи не взаимозаменяемы. Передняя имела меньшую длину, задние оснащались тормозными механизмами штыревого типа. Привод такого тормоза от педали в кабине водителя.
Изменение направления движения аэросаней происходило при повороте рулевым механизмом автомобильного типа передней лыжи. Для этого в кабине водителя имелась колонка с рулевым колесом и червячным приводом поворота рулевой сошки.
Управление скоростью движения осуществлялось педалью, связанной с дроссельной заслонкой карбюратора топким стальным тросом.

### Силовая установка
Винтомоторная установка состояла из двигателя внутреннего сгорания, аэродинамического движителя — воздушного винта и ряда систем — масляной, топливной, зажигания, выхлопа и подогрева воздуха на входе в карбюратор.
До 1930 года на АНТ-IV устанавливали трёхцилиндровый авиамотор «Люцифер» воздушного охлаждения мощностью около 100 л. с., а затем пятицилиндровый звездообразный двигатель воздушного охлаждения М-11 советского производства.
Система смазки двигателя — внешняя, поскольку М-11 имел так называемый «сухой картер». Запас масла находился в баке (в верхней части моторного отсека), связанном трубопроводами с двухступенчатым масляным насосом двигателя. Для контроля за работой масляной системы на приборной доске размещались манометр и два термометра, показывающие температуру масла на входе в двигатель и на выходе из него.
Топливный бак на АНТ-IV с основным запасом топлива располагался в нижней части моторного отсека. Подача бензина к карбюратору — за счет давления, создаваемого в герметично закрытом баке ручным воздушным насосом, установленным в кабине водителя рядом с приборной доской. Для контроля давления в баке на приборной доске имелся манометр. Для облегчения запуска двигателя, особенно при низких температурах, водитель пользовался находящимся в кабине заливочным шприцем — с его помощью непосредственно в цилиндры подавалась смесь бензина и эфира.
Карбюратор двигателя оснащался системой подогрева воздуха: он проходил через кожух, где соприкасался с горячими выхлопными трубами. Подогрев улучшал испарение топлива и предохранял карбюратор от обмерзания.
Система зажигания состояла из двух параллельно работающих магнето: каждое для своего ряда свечей. Кстати, цилиндры имели по две свечи — это повышало надежность работы двигателя. На приборной доске устанавливался переключатель магнето — во время работы М-11 можно было отключать любое из них для проверки исправности системы зажигания.

## Видео
- Аэросани ЦАГИ-AHT-IV в кинофильме «Семеро смелых» (1936) на YouTube